# 니토베 문화학원

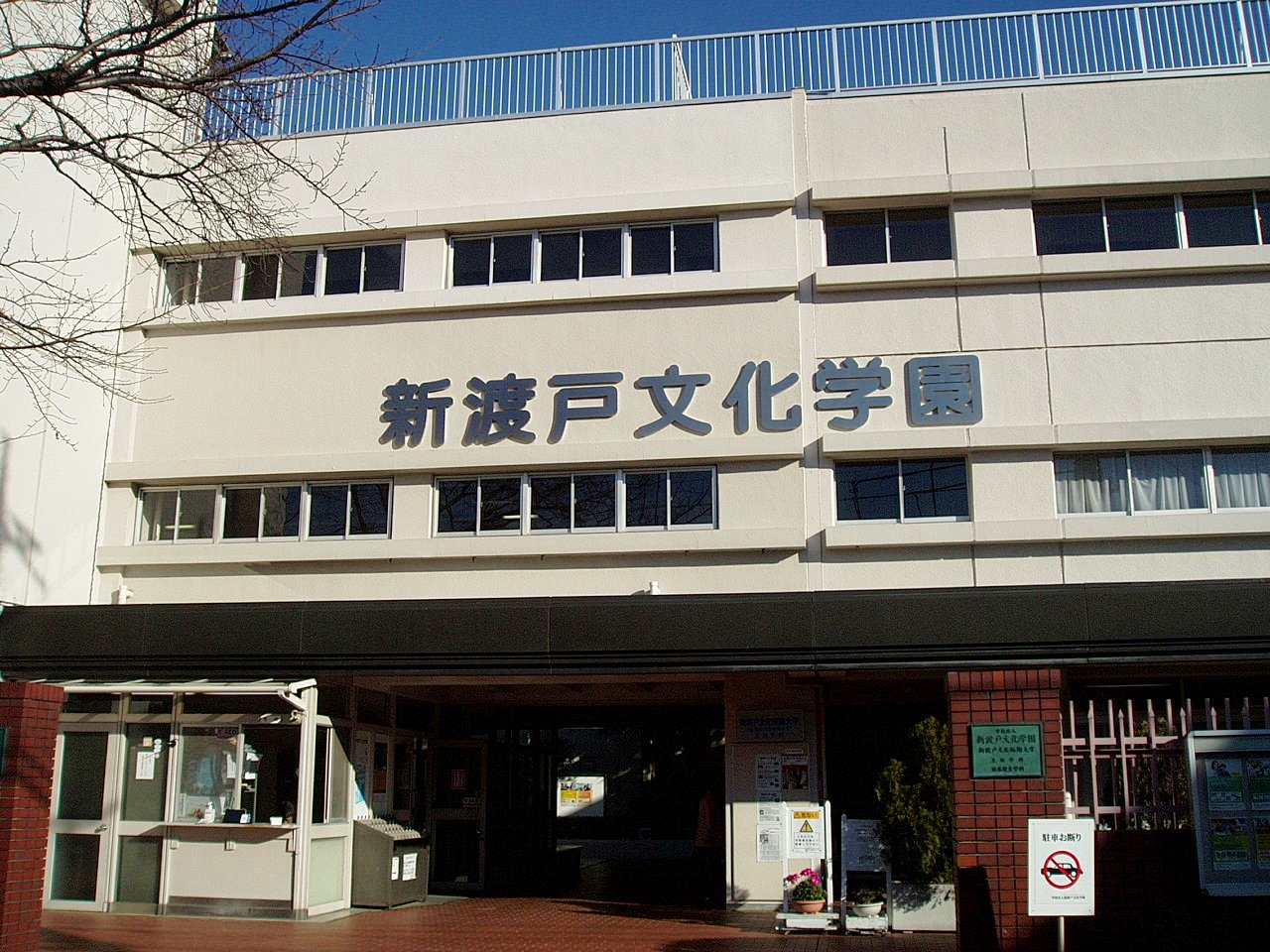
본부 건물 정문 · 2호관

학교법인 니토베 문화학원(일본어: 学校法人新渡戸文化学園 がっこうほうじんにとべぶんかがくえん[*])은 일본 도쿄도 나카노구에 있는 학교법인이다. 니토베 이나조에 의해 1951년 설립되었다. 2008년 학교법인 도쿄문화학원(일본어: 学校法人東京文化学園 がっこうほうじんとうきょうぶんかがくえん[*])에서 현재 이름으로 바뀌었다. 2014년 4월 기준으로 이사장은 도요카와 케이이치이다.

## 설치 학교
- 니토베 문화 단기 대학
- 니토베 문화 중학교 · 고등학교
- 니토베 문화 초등학교
- 니토베 문화 애프터 스쿨
- 니토베 문화 어린이원